# Svaz Cikánů-Romů
Svaz Cikánů-Romů (Verband der Zigeuner-Roma, SCR) war der erste politische und Kulturverband der Roma in der Tschechoslowakei, der 1969 bis 1973 existierte; die Initiative zu seiner Entstehung wurde bereits während des Prager Frühlings 1968 ergriffen.

## Geschichte
Die ohnehin schwierige Situation der Roma-Bevölkerung in der Tschechoslowakei verschlechterte sich nach 1958 noch einmal merklich durch ein Gesetz, welches die Anerkennung der Roma als eigene Ethnie abstritt und eine Assimilierung zu erzwingen suchte. Das Gesetz 74/1958 Sb. machte diese Doktrin zur offiziellen Staatspolitik des kommunistischen Regimes.       Die Roma wurden als Bürger zweiter Klasse betrachtet, in Siedlungen zwangsangesiedelt und umgesiedelt. Gleichzeitig wurden ihnen unpassende Arbeitsplätze zugewiesen, was zum Verlust ihrer Traditionen und der bisherigen Lebensweise führte und damit ihre kulturelle Identität bedrohte. Ihre Sprache und Kultur waren nicht anerkannt, die Behörden übten auf die Eltern Druck aus, mit den Kindern nicht in Romani zu sprechen. Die Spezifika und Traditionen als Ethnie wurden negiert und sollten in der Umgebung spurlos aufgehen. Wer sich widersetzte, musste mit Gefängnisstrafen von bis zu drei Jahren rechnen.
Erst während der Liberalisierung im Zuge des Prager Frühlings konnte man Aktivitäten zur Wiedergewinnung einer eigenen kulturellen Identität wagen, so dass am 30. August 1969 in Brünn der Verband Svaz Cikánů-Romů gegründet werden konnte. Zum Vorsitzenden wurde Miloslav Holomek gewählt; der Verband gab die Zeitschrift Romano ľil (Roma-Blatt) heraus. Bis 1972 wuchs die Mitgliederzahl auf etwa 8500 an. In der Slowakei wirkte ebenfalls eine autonome Verbandsorganisation, gegründet unter anderem von Alojz Pompa und Ján Cibuľa, mit der Zeitschrift Romen.

## Tätigkeit
Der Verband SCR setzte sich für die Pflege der Kultur der Roma ein, insbesondere auch der Sprache, er propagierte diese nach außen in verschiedenen Veranstaltungen, unterstützte Musikensembles und Tanzgruppen, engagierte sich im Schulwesen und knüpfte ebenfalls Kontakte zu Roma- und Sinti-Organisationen im Ausland. Unter der Regie des Verbandes wurde das Unternehmen Névodrom errichtet, in dem über 1000 Roma einen Arbeitsplatz fanden, in der Slowakei gab es das Unternehmen Butiker: beide sollten traditionelles Handwerk der Roma unterstützen, sie weiter qualifizieren und die Finanzierung von neuen Existenzgründungen gewährleisten; die Verwirklichung dieser Ziele verlief allerdings nicht reibungslos.
Zu den wichtigen Betätigungsfeldern gehörte jedoch auch das Eintreten für politische und soziale Belange der Roma-Minderheit, ferner auch die Forderung nach einer entsprechenden Vertretung der Roma in gewählten wie auch in exekutiven Organen des Staates, wodurch der Verband relativ schnell in den Widerspruch zur Politik der Normalisierungsphase nach 1969 geriet. Zu den offiziellen Forderungen des Verbandes gehörte die Möglichkeit, sich zur Roma-Nationalität zu bekennen und diese in der Verfassung zu verankern, was mit der neu ansetzenden Politik der Assimilierung kollidierte.
1973 wurde der Verband aufgelöst, nachdem die Nationalfront in Übereinstimmung mit dem Zentralkomitee der KPTsch den Verband SCR aus den Organisationen der Nationalfront gestrichen hatte, wodurch die Legitimität des Verbandes de facto erlosch. Dem Verband wurde nahegelegt, sich freiwillig zum 30. April 1973 aufzulösen. Offizielle Begründung waren Unstimmigkeiten in der Wirtschaftsführung des Verbandsunternehmens Névodrom, niedrige Mitgliedsanzahl usw. Die meisten Historiker, damaligen Aktivisten sowie Verbandsfunktionäre (Eva Davidová, Miroslav Holomek, Petr  Lhotka, Milena Hübschmannová und andere) sprechen von politischen Gründen für die Auflösung. Die ethnoemanzipatorischen Aspirationen des Verbandes wurden durch die Novellierung des Minderheitengesetzes 1972 konterkariert, weil die Roma-Ethnie in dem Gesetz nicht mehr vorkam. Ein Memorandum des Verbandes gegen diese folgenschwere Änderung, so die Einschätzung heute, führte dann zur Neueinschätzung des Verbandes durch die Partei und zu dessen Auflösung, weil sie befürchtete, die Forderungen nach Anerkennung könnten sich noch verstärken.

### Romano ľil
Eine wesentliche Rolle in der Tätigkeit des Verbandes kam der Verbandszeitschrift Romano ľil zu. Die Zeitschrift war das erste Periodikum der Roma und „überhaupt die erste Publikationsplattform in der Tschechoslowakei“, die sich für die Etablierung von Romani als Mittel schriftlicher Kommunikation verdient gemacht hat. Texte in Romani erschienen zusammen mit tschechischen literarischen Texten, wobei die ersteren durch das kommunistische Regime als ein Durchbrechen der bisherigen Assimilationspolitik verstanden wurden. Bereits die konsequente Verwendung des Autonyms „Rom“ anstatt des ansonsten üblichen tschechischen „Cikán“ war in der damaligen Tschechoslowakei ein Novum.
Als vielleicht der größte Verdienst der Zeitschrift wird die Entstehung der ersten Generation der Roma-Literatur in der Tschechoslowakei bezeichnet: Weitere Roma, die „sich bislang ängstigten, in Romani zu schreiben“, oder die beim Kennenlernen der Zeitschrift sahen, „dass es möglich ist, in der eigenen Sprache sich schriftlich zu äußern, fingen an, der Redaktion eigene Beiträge, Lieder, Erinnerungen, Erzählungen zuzuschicken, […] sie fingen einfach an, zu schreiben“.

## Nach 1989
Nach 1969 verfolgte das kommunistische Regime wieder die Politik der Assimilierung, die Aktivitäten des Verbandes wurden nie wieder aufgenommen. Nach dem Machtwechsel von 1989 kam es zwar zu Bemühungen, den Verband SCR zu beleben (bereits 1988 entstand ein Vorbereitungskomitee für die Gründung eines Verbandes der Roma – Svaz Romů), diese Bemühungen scheiterten jedoch infolge einer Zersplitterung der Roma: die Initiative übernahm die Romská občanská iniciativa (ROI, Bürgerinitiative der Roma), die bald an die 80.000 Anhänger sammeln konnte, sich jedoch vom Verband SCR distanzierte und bald wieder zerfiel.